# Cyrtopodium
Cyrtopodium är ett släkte av orkidéer. Cyrtopodium ingår i familjen orkidéer.

## Bildgalleri

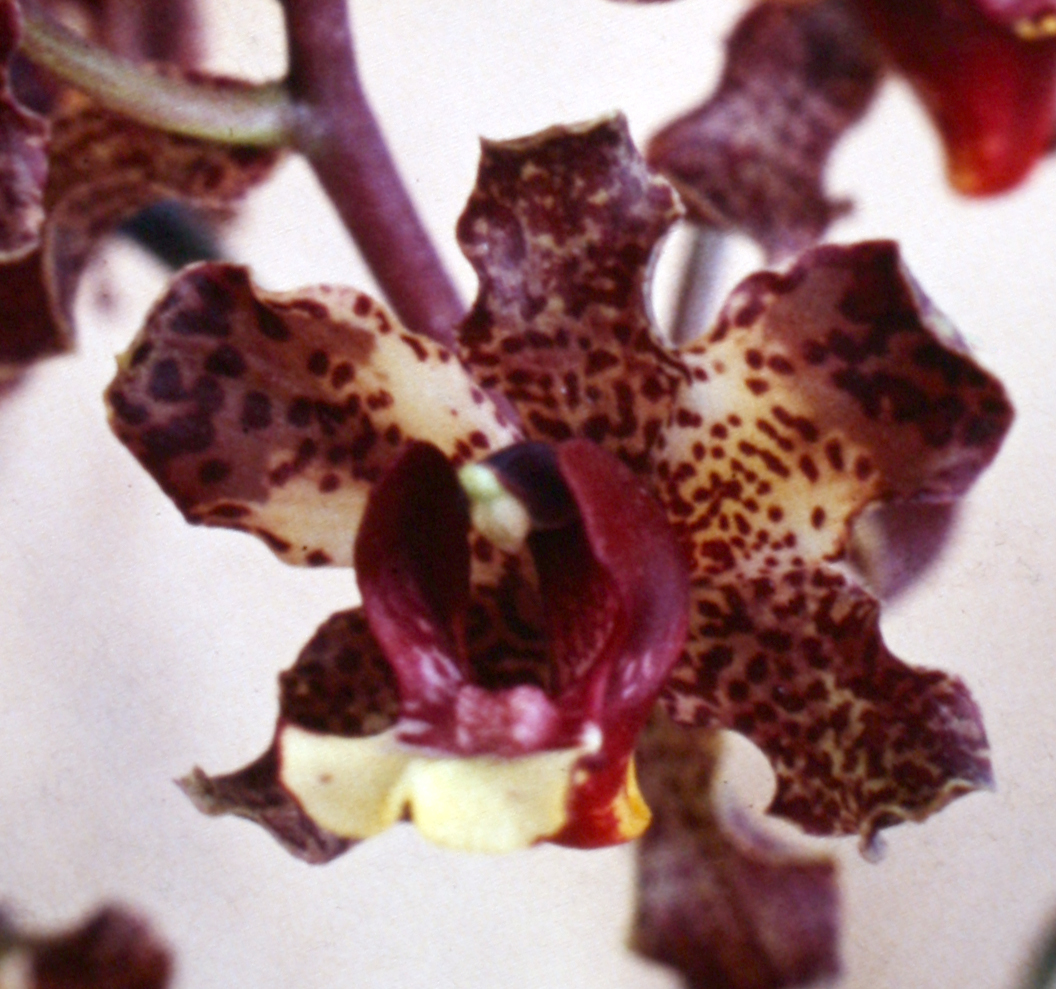
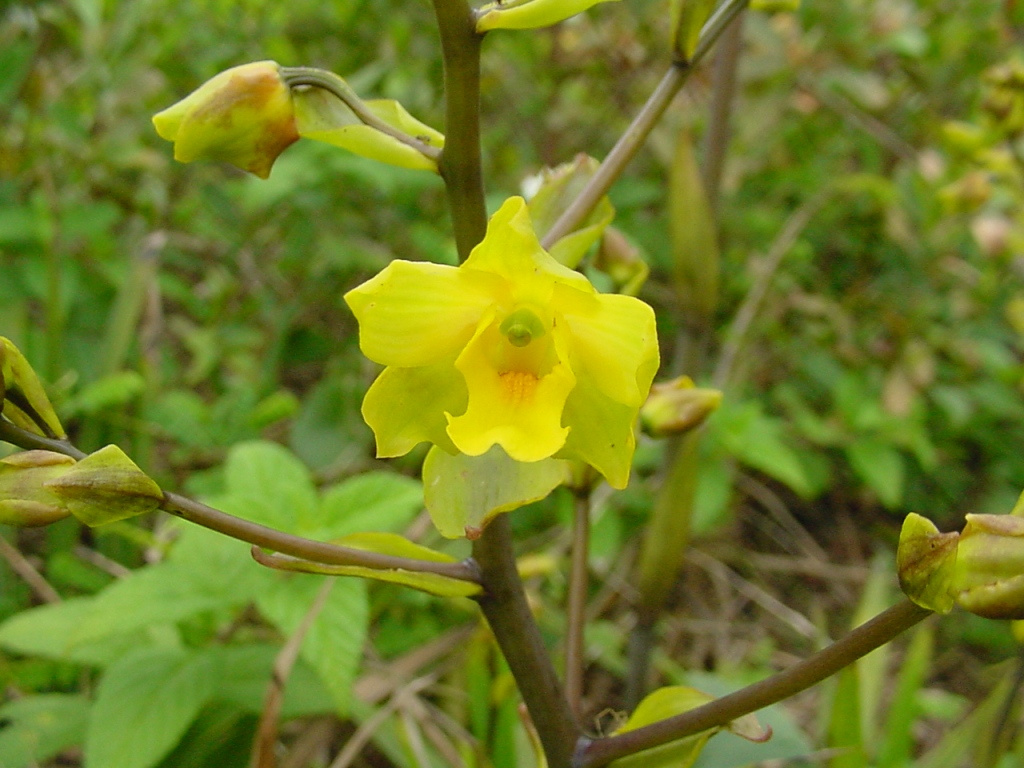
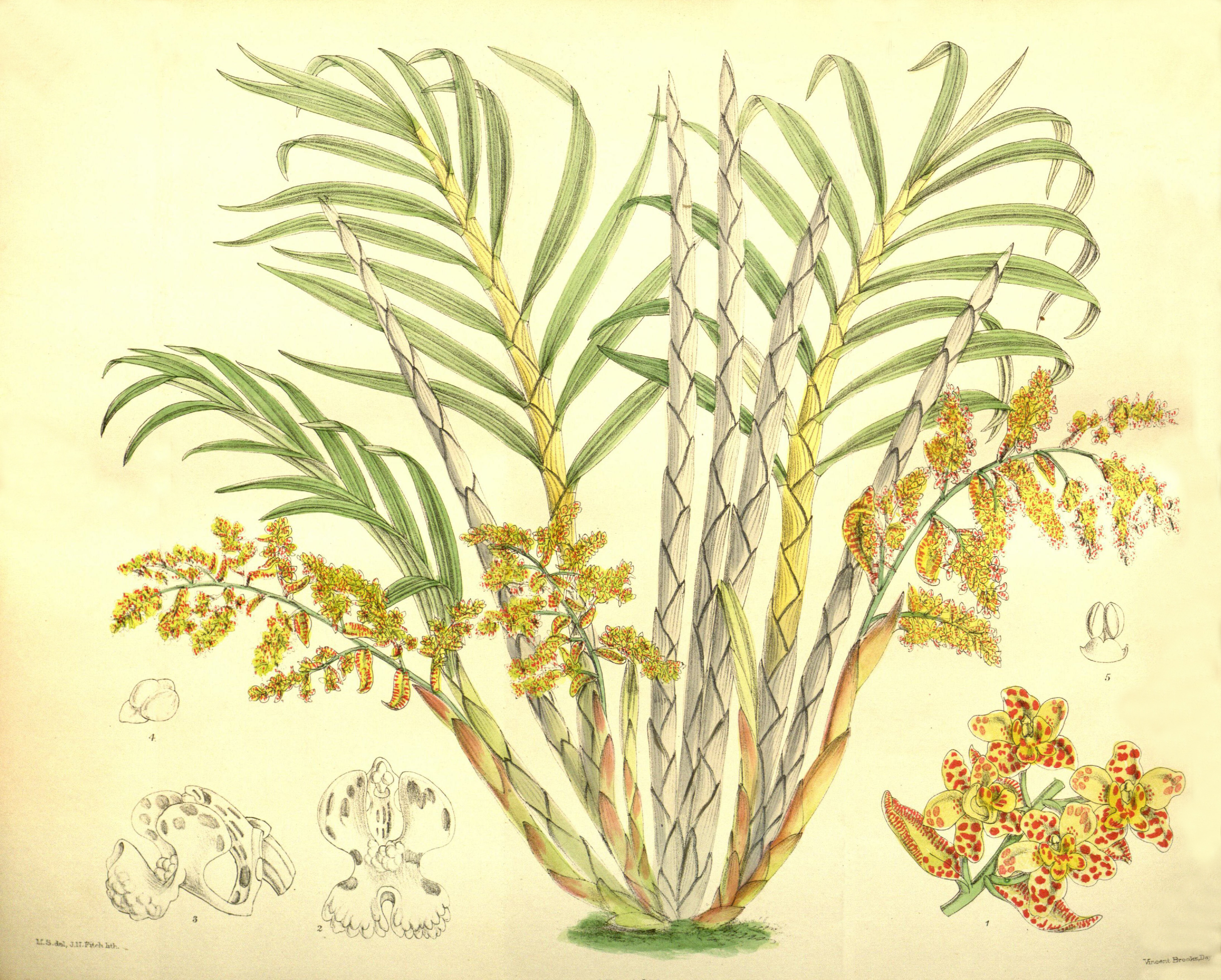
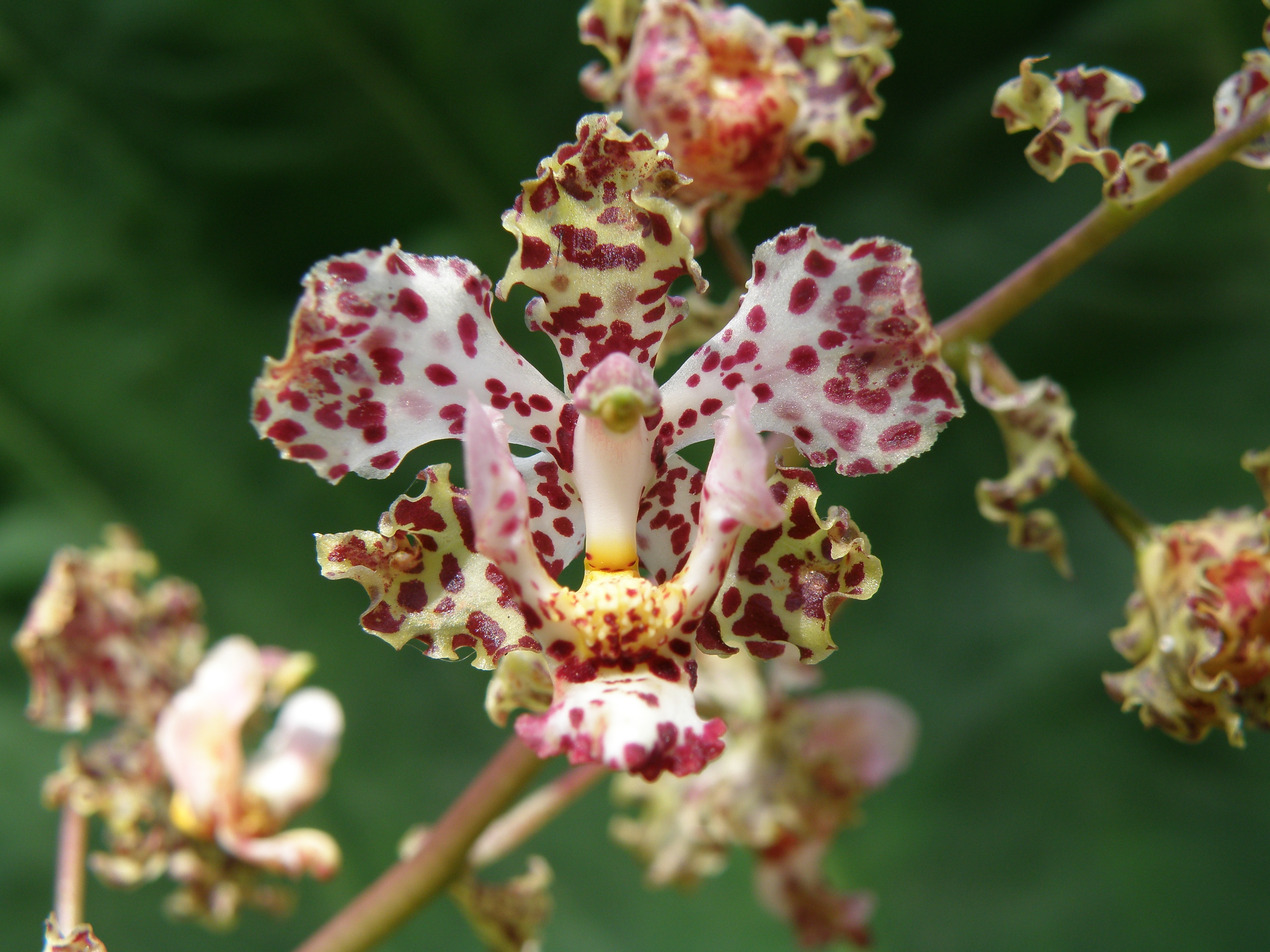
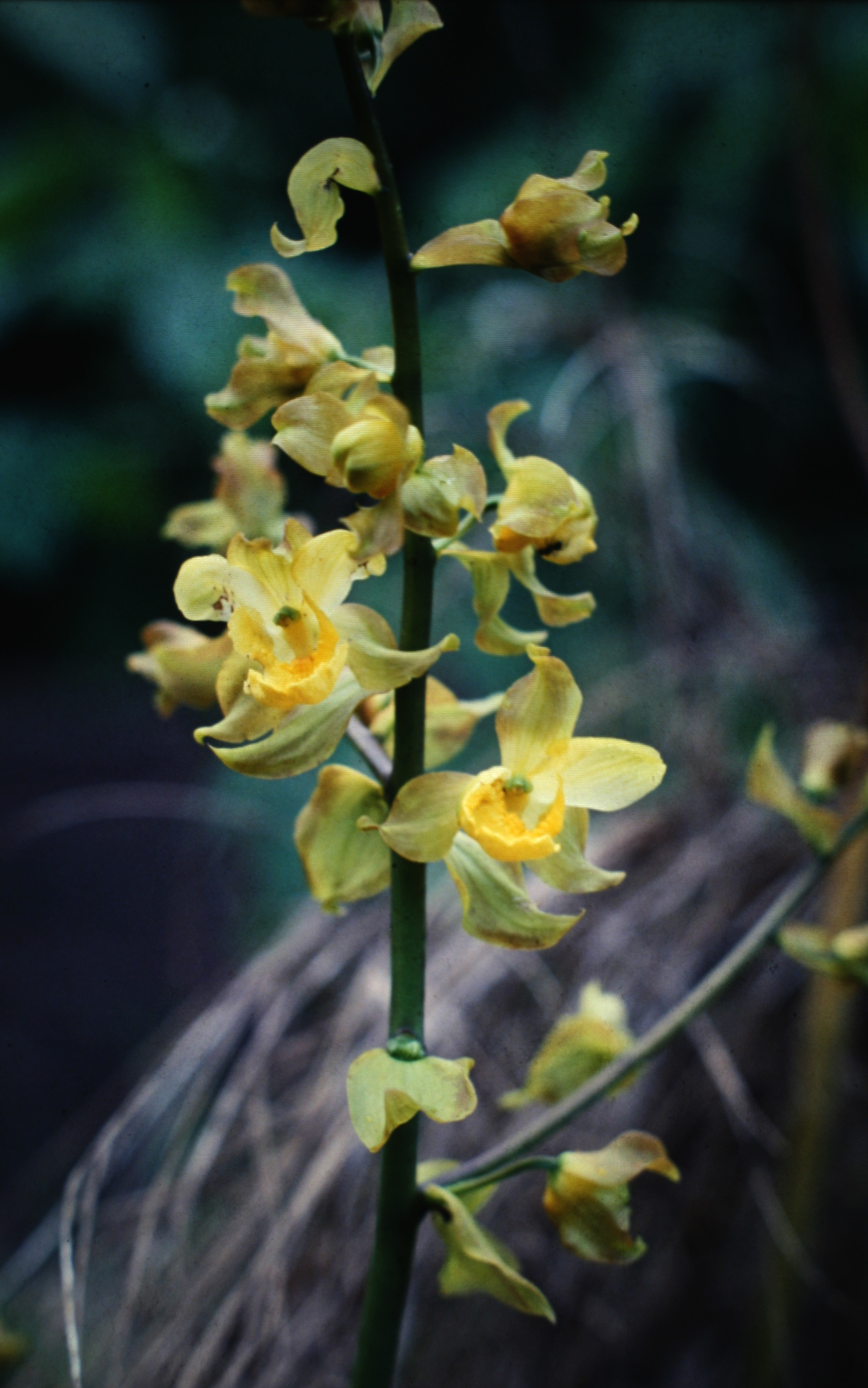
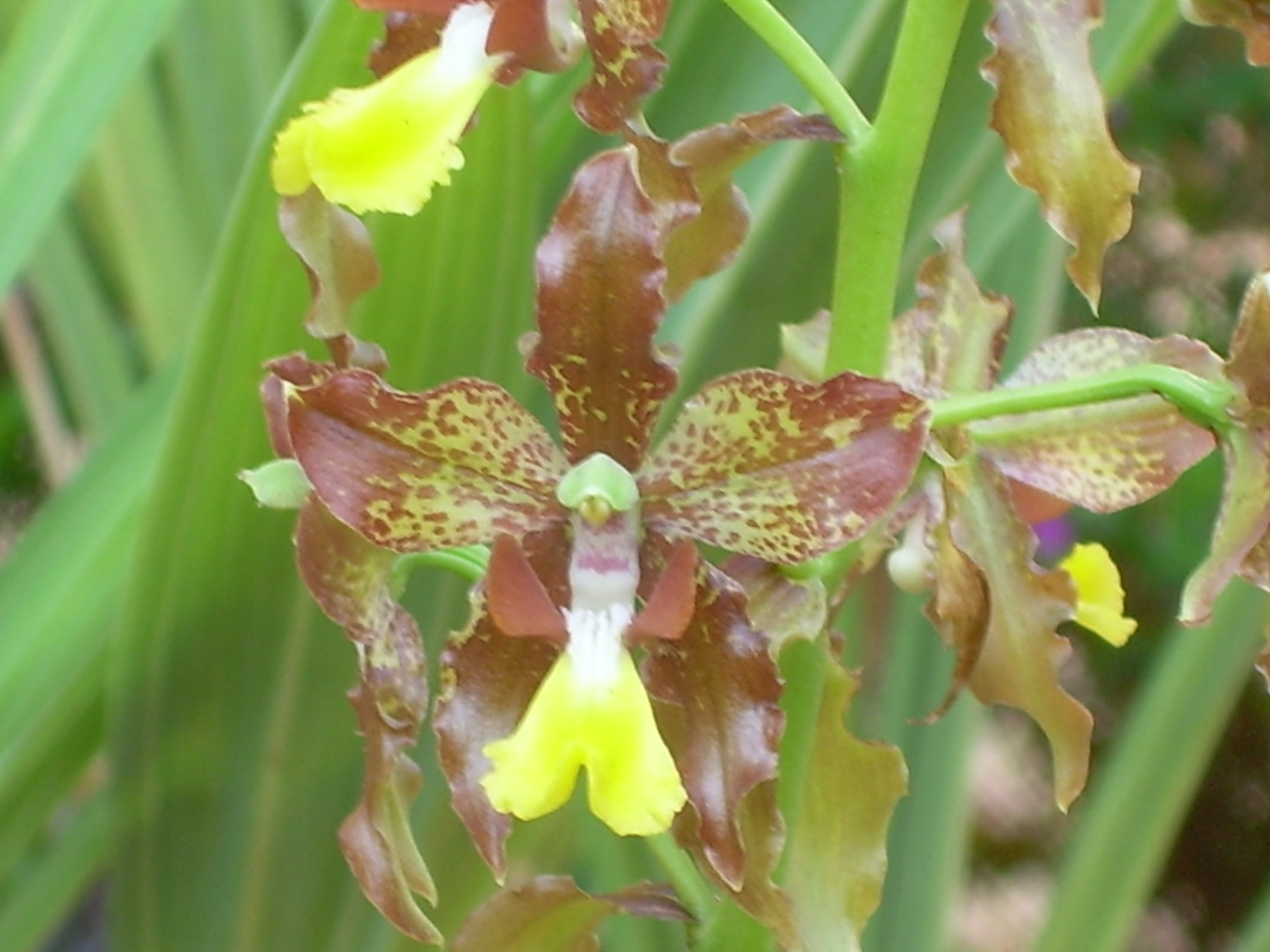

## Dottertaxa tillCyrtopodium, i alfabetisk ordning[1]
- Cyrtopodium aliciae
- Cyrtopodium andersonii
- Cyrtopodium blanchetii
- Cyrtopodium braemii
- Cyrtopodium brandonianum
- Cyrtopodium brunneum
- Cyrtopodium cachimboense
- Cyrtopodium caiapoense
- Cyrtopodium cipoense
- Cyrtopodium confusum
- Cyrtopodium cristatum
- Cyrtopodium dusenii
- Cyrtopodium eugenii
- Cyrtopodium flavum
- Cyrtopodium fowliei
- Cyrtopodium gigas
- Cyrtopodium glutiniferum
- Cyrtopodium graniticum
- Cyrtopodium hatschbachii
- Cyrtopodium holstii
- Cyrtopodium intermedium
- Cyrtopodium josephense
- Cyrtopodium kleinii
- Cyrtopodium lamellaticallosum
- Cyrtopodium latifolium
- Cyrtopodium linearifolium
- Cyrtopodium lissochiloides
- Cyrtopodium longibulbosum
- Cyrtopodium macedoi
- Cyrtopodium macrobulbon
- Cyrtopodium minutum
- Cyrtopodium naiguatae
- Cyrtopodium pallidum
- Cyrtopodium palmifrons
- Cyrtopodium paludicola
- Cyrtopodium paniculatum
- Cyrtopodium parviflorum
- Cyrtopodium pflanzii
- Cyrtopodium poecilum
- Cyrtopodium punctatum
- Cyrtopodium saintlegerianum
- Cyrtopodium schargellii
- Cyrtopodium triste
- Cyrtopodium vernum
- Cyrtopodium willmorei
- Cyrtopodium virescens
- Cyrtopodium witeckii
- Cyrtopodium withneri